# Maják Letipea
Maják Letipea (estonsky Letipea tuletorn) je pobřežní maják, který stojí na pobřeží mysu Letipea asi 10 km severovýchodně od města Kunda v kraji Lääne-Virumaa ve Finském zálivu v Baltském moři v Estonsku.
Maják je ve správě Námořního úřadu Estonska. Registrační číslo Estonského úřadu námořní dopravy (Veeteede Amet, EVA) je 40.

## Historie
První maják na mysu Letipea byl dřevěný postavený v roce 1815 a vymezoval plavební dráhu mezi souostrovím Uhtju Saar.
V roce 1930 byla na poloostrově zřízena záchranná stanice a v roce 1936 postaven 16 m vysoký betonový maják. Maják byl zničen v roce 1941 v období druhé světové války, jeho zřícenina včetně ruin záchranné stanice jsou na mysu dosud.
V roce 1945 byly poblíž starého majáku ve výšce 10 m instalovány automatické acetylénové lampy. V roce 1951 byl postaven nový železobetonový maják. V roce 1980 byl vybaven radioizotopovým termoelektrický generátorem, který byl deaktivován v letech 1993–1995. Maják je plně automatizován od roku 1995.

## Popis
Hranolová železobetonová 15 m vysoká věž na čtvercovém půdorysu 2 × 2 m. Věž je ukončená galerií s malou lucernou (1,5 m vysoká). Věž je bílá. Na věži je sektorový světelný zdroj. V daných výsečích (sektorech) problikává bílé, červené nebo zelené světlo. V roce 1995 bylo nainstalováno napájení ze slunečních panelů a větrného agregátu. V roce 2007 byly instalovány LED lampy E 8274.

### Data
Zdroj
- Výška světla: 18,8 m n. m.
- Dosvit: 7 námořních mil
- Záblesky bílého světla v intervalu 18 sekund
- Sektory: bílá 50 °–58 °, zelená 58 °–105 °, bílá 105 °–153 °, červená 153 °–163 °, zelená 163 °–171,5 ° a bílá 171,5 °

### Označení
- Admiralty: C3884
- ARLHS: EST-031
- NGA: 12940
- EVA 040